# Palacio de la Magdalena

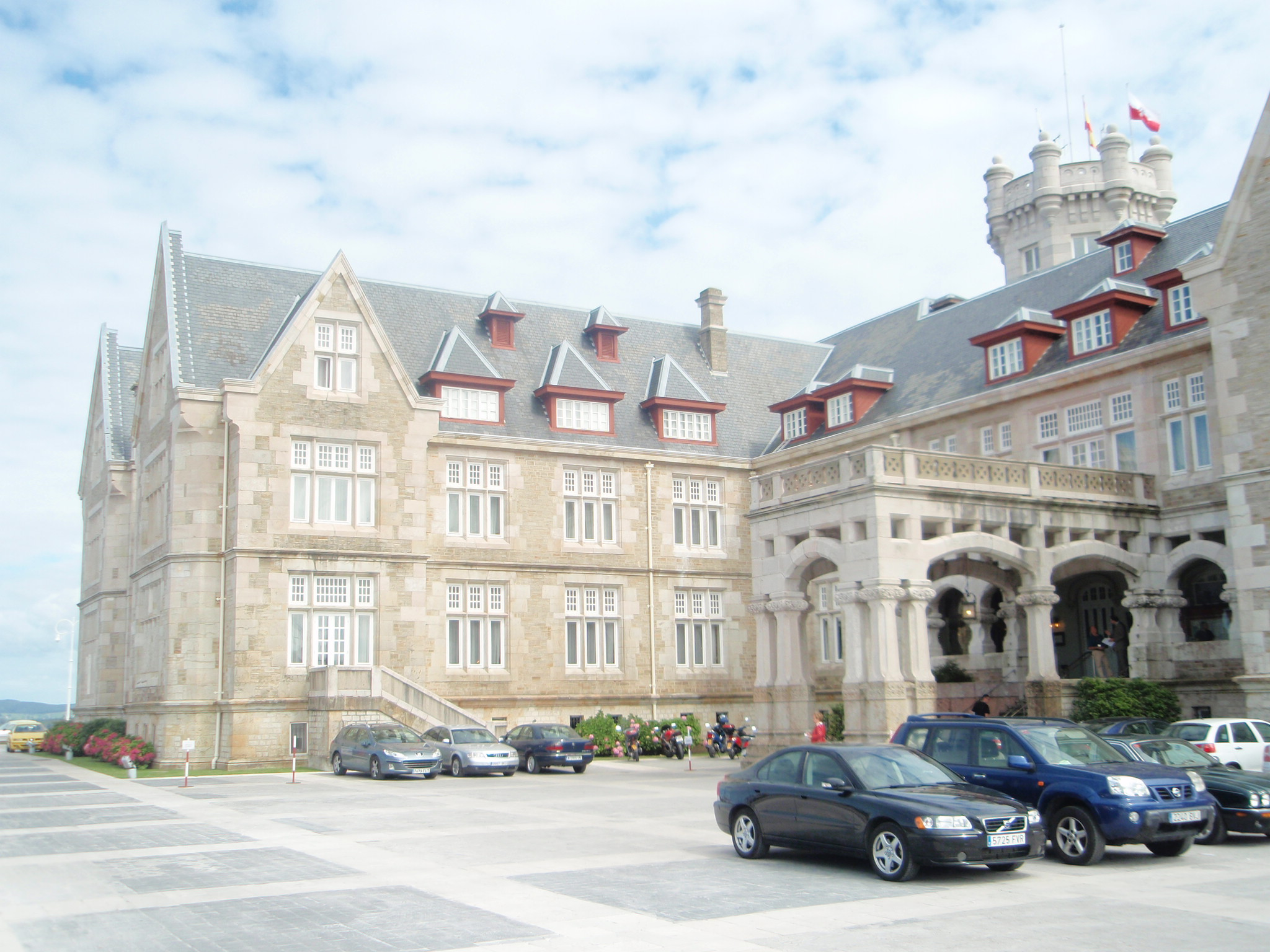
Entrada para carruajes (mitad derecha del alzado noroeste)

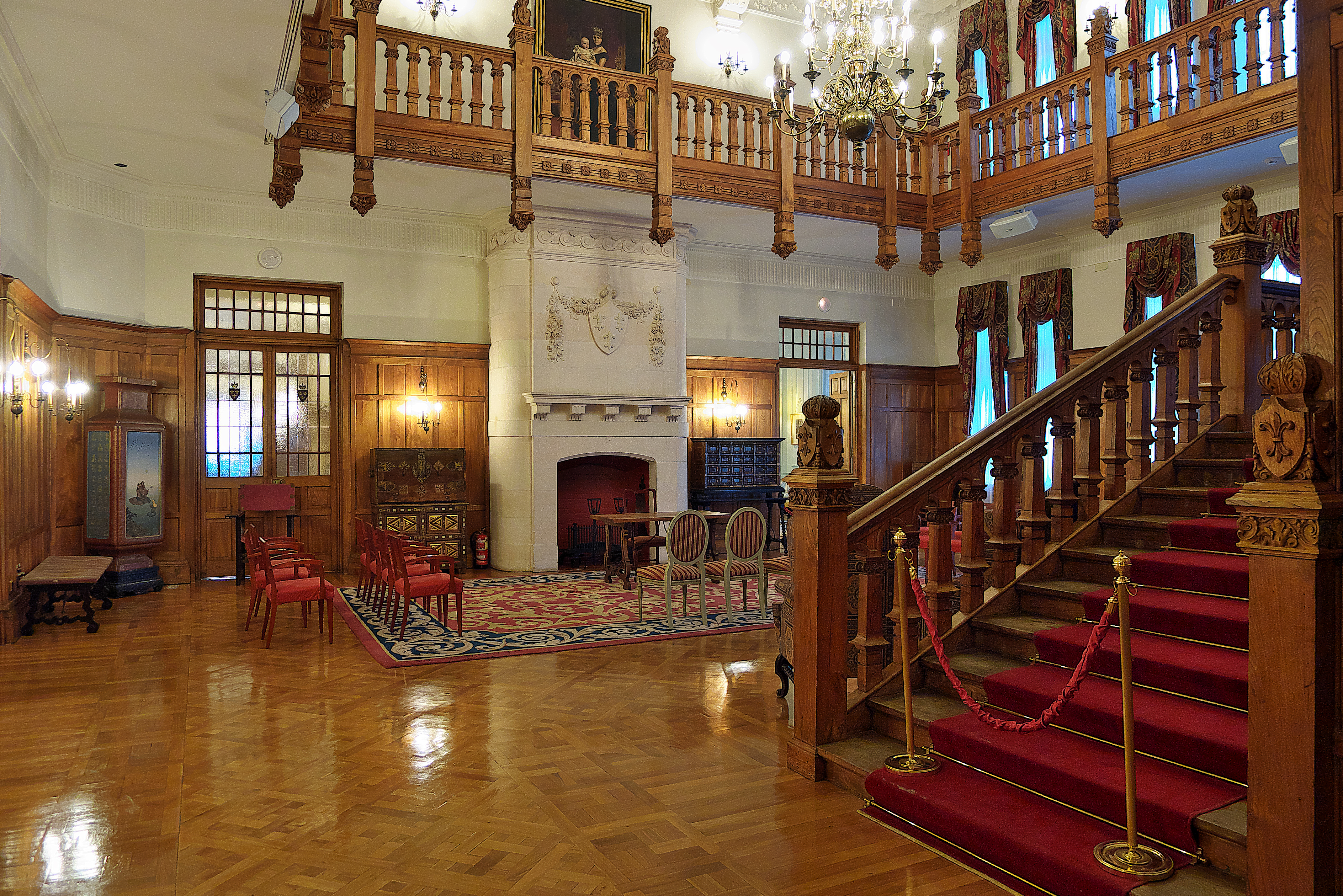
Vestíbulo principal o hall real

El Real Palacio de la Magdalena es un edificio situado en la península de la Magdalena, frente a la isla de Mouro, en la ciudad de Santander (Cantabria, España), y que fue construido entre 1909 y 1911, por suscripción popular, para albergar a la familia real española. Obra de los arquitectos Javier González de Riancho y Gonzalo Bringas, se enclava en el lugar donde estuvo el antiguo fortín de San Salvador de Hano, que protegía la entrada a la bahía. Costó 700 000 pesetas de 1912 y fue sufragado por el ayuntamiento y un gran número de familias lugareñas que desempeñaron un laborioso micromecenazgo, como las 100 000 pesetas de la Sociedad El Sardinero o las 1000 pesetas de la familia Botín. Los problemas financieros para poder costear la obra hicieron que la Comisión Ejecutiva llegase incluso a comprar lotería de Navidad para probar suerte, sin éxito. Fue amueblado en 1913, pasando de inmediato a ser residencia de verano del rey Alfonso XIII y su familia, quienes lo ocuparon regularmente hasta la proclamación de la Segunda República. En 1914 fueron proyectadas las caballerizas por González Riancho, las cuales emulan a un poblado inglés medieval con tejados puntiagudos de vertientes pronunciadas, entramados de madera vista, etc.
En 1977 Juan de Borbón vendió el edificio a la ciudad por 150 millones de pesetas. En 1982 fue declarado monumento histórico-artístico. Entre 1993 y 1995 fue rehabilitado por el Ayuntamiento de Santander y la Universidad Internacional Menéndez Pelayo, que hizo frente a los intereses del préstamo, según proyecto de Luis de la Fuente.
En la actualidad es considerado uno de los edificios más emblemáticos de Santander y es uno de los principales enclaves turísticos de la ciudad.

## Historia
Como antigua residencia real, tiene como antecedente la proyección de una anterior en El Sardinero, frustrada por la revolución que estalló en 1868, para fijar con un edificio el veraneo real y burgués que se estaba repitiendo por aquellos años, que promovió el crecimiento de la ciudad. El lugar de la Magdalena no estaba deshumanizado; las excavaciones arqueológicas remontan la presencia humana al siglo I, en época romana, donde se han encontrado unas dársenas y varios objetos. El proyecto de Bringas y González de Riancho ganó un concurso convocado por el ayuntamiento. Peter Burke dice del palacio, remontándose a 1912:

Desde ese momento, y hasta el verano de 1930 incluido, el Palacio de la Magdalena de Santander es sede real y punto de atracción social y política para periodistas y políticos, para la vida pública española.

En el marco de las revueltas obreras de 1911 en Santander, el palacio sufrió parones en su construcción debido a las huelgas de sus canteros, no pudiendo ser entregado a la realeza hasta 1912. El rey Alfonso XIII era informado puntualmente del progreso de la construcción, y el 21 de enero de 1912 recibió en audiencia a la Comisión (constituida por el presidente de la Diputación provincial, Ramón Pérez Eizaguirre; el alcalde, Ángel Lloreda; el exdiputado a Cortes Pedro Acha y el Dr. Manuel Sánchez-Saráchaga) para concretar detalles de la próxima toma de posesión. Una vez concluido el edificio, la propia reina Victoria Eugenia de Battenberg dirigió su amueblamiento y decoración. Doña Beatriz de Borbón y Battenberg se refiere a los veraneos de la familia real en el palacio de esta manera:

Pero a mí donde más me gustaba ir era al Palacio de la Magdalena en Santander, porque allí éramos más libres, hacíamos una vida completamente como «particulares».

Sin embargo, la infanta critica la rehabilitación de finales de siglo, lo que da una idea de las profundas reformas, además de la adecuación para oficinas y salas de reunión, que ha sufrido el edificio como sede de la universidad internacional.

Fuimos a Santander, que no había visto desde que nos marchamos en 1931, más de 70 años (...). Vi el Palacio de la Magdalena... el palacio me pareció, ¡un horror...! No me hables... Lo han cambiado, arriba está bien pero abajo no había por qué cambiarlo, porque estaba todo muy simpático. Han hecho una escalera enorme con muchos adornos, no sabes lo horrendo que es, con las puertas de cristales de colores (...). Pero por fuera está igual que antes, ¡fantástico!

Don Juan de Borbón vendió el palacio al Ayuntamiento de Santander en 1977 por 150 millones de pesetas, volviendo así a su propietario inicial, Esta venta se produjo durante el mandato de Juan Hormaechea como alcalde de Santander, rodeada de fuerte polémica, pues los partidos de izquierda consideraron que fue la propia ciudad de Santander la que regaló dicho inmueble a la Casa Real en 1911. Aunque previamente ya había sido requisado durante el período republicano para instalar la Universidad Internacional, las actividades de esta se detuvieron durante la guerra civil y no recomenzaron hasta 1938, entonces con sede en el Hospital de San Rafael.
En 1918 empezaron a impartirse en el palacio cursos de verano, como lo demuestra el convenio con la Universidad de Liverpool. Estos fueron el germen de la Universidad Internacional Menéndez Pelayo, nacida de una original Universidad Internacional de Verano de Santander (23 de agosto de 1932). No obstante, desde abril de 1931, proclamada la República, hasta esa fecha, el palacio permaneció vacío. La universidad tomó el palacio como sede desde el principio, según el decreto firmado por el entonces presidente de la II República, fruto del empeño del ministro Fernando de los Ríos y Francisco Barnés. Su primer presidente fue Ramón Menéndez Pidal y su primer secretario, Pedro Salinas.
Durante la guerra civil española y posteriormente, de 1937 a 1940 el campo anexo cercano a la playa fue un campo de concentración. Los presos estaban en lo que hoy es el paraninfo del palacio (auditorio), junto a las caballerizas. El espacio de reclusión estaba pensado para 600 presos. Hay registros con un total de 1838 reclusos, más del triple de su capacidad. El catalán Jaume Anglada, internado en el campo, describió las condiciones del mismo en uno de sus poemas:

Potes y platos, relucientes y vacíos, pupilas apagadas, pantalones que caen, agua en la boca… Comer con la imaginación… ¡Querer y no poder comer! ¿Será esto un clamor? ¡Es el hambre!

Tras la guerra civil, la Universidad Menéndez Pelayo se instaló en el Hospital de San Rafael, volviendo al palacio a finales de 1949. Desde entonces se han celebrado en el palacio multitud de conferencias y talleres importantes a nivel mundial, exposiciones, certámenes musicales, etc. Un ejemplo de ello es la reunión que en 1952 dio lugar al CEDI.

## Arquitectura

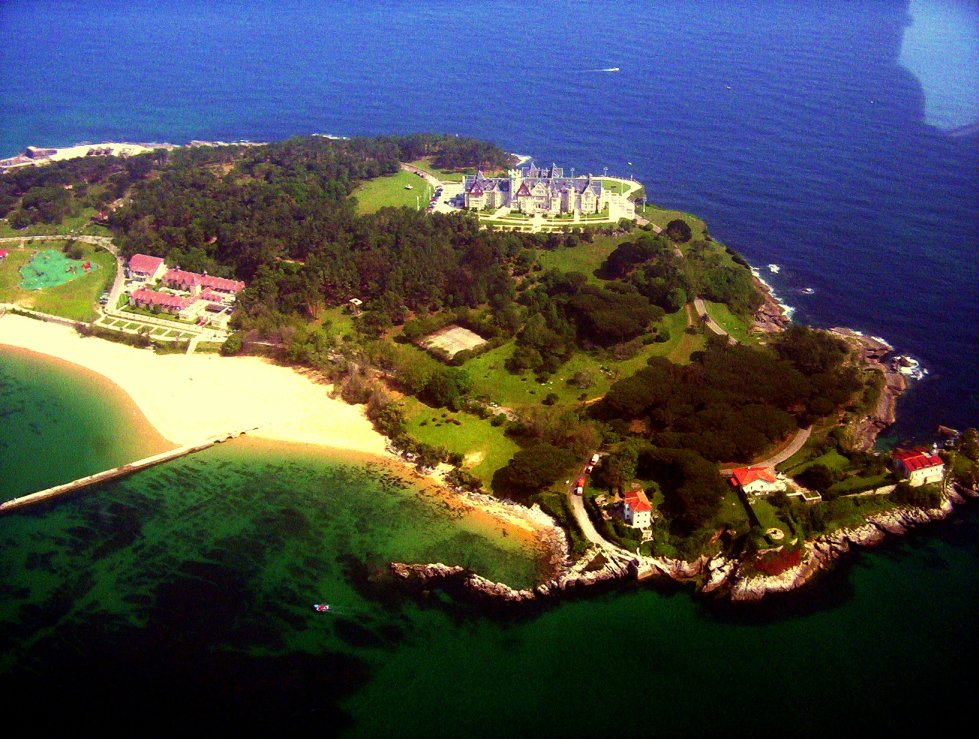
Vista aérea de la península de la Magdalena en el año 2007.

El palacio está situado en la península de la Magdalena, un parque periurbano de carácter público que actúa de eje entre los espacios marítimos de El Sardinero y la zona centro, donde destaca el ámbito del paseo y los jardines de Pereda. La península, situada en una de las bocas de la bahía de Santander, destaca por su vegetación boscosa. Cuenta también con dos playas, las de los Bikinis y la Magdalena, un minizoo y un parque de recreo infantil, así como diversas edificaciones.

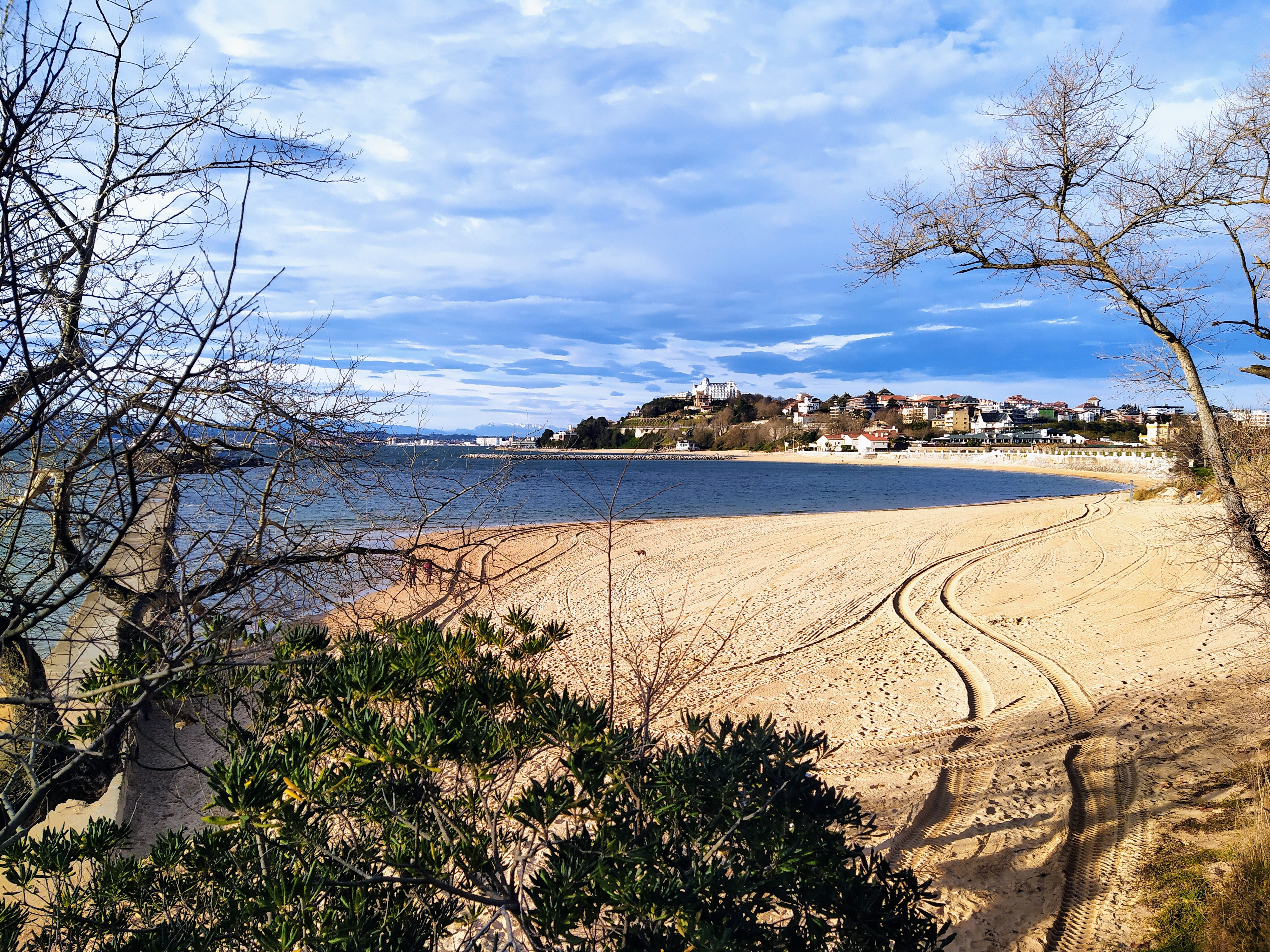
Vista de la playa de los Bikinis, en la península de la Magdalena, con el Hotel Real al fondo

Se trata de una obra de estilo ecléctico, que combina influencias inglesas, patentes en la disposición de las masas exteriores, abundancia de las chimeneas, forma de los ventanales, etc., con aportes de estilo francés, como la escalinata de doble tramo de la escalera principal, la asimetría de los cuerpos del edificio, etcétera, además de trazas tomadas de la arquitectura barroca montañesa. Su construcción popularizó un subestilo ecléctico-regionalista en Cantabria, cuyo mayor exponente es el mismo palacio, y que proviene del palacio pintoresquista inglés de los Hornillos.
El esquema planimétrico se basa en un cuerpo alargado de 91x21 m, con otro que sale al norte, de 20 m de lado. Sus alzados son asimétricos y la multitud de entrantes y salientes dan la sensación de que consta de varios cuerpos maclados.
Consta de dos entradas, una al norte para carruajes, con pórtico, y otra al sur, que es la principal, con dos torreones de planta octogonal y una escalinata de dobles tramos. El edificio es de piedra de mampostería procedente de Cueto, y tiene cubiertas de pizarra. En el interior destacan los salones de recepción que conservan algunos cuadros de interés, de autores como Benedito, Sorolla, Sotomayor, etc.

## Influencia

### En la ciudad
La construcción del palacio, desde entonces símbolo de la ciudad, tuvo tres efectos inmediatos: fijar Santander como lugar de veraneo para la alta clase española, difundir su estilo ecléctico montañés-inglés, elevando la calidad de las nuevas arquitecturas de la ciudad, y desviar hacia él el crecimiento urbanístico.

El premiado Plan General de Ensanche Noroeste y Este para Santander, que el propio Lavín firmará en 1910, amplía los efectos urbanos de esta situación y consolida la definitiva inversión de las líneas de crecimiento: la extensión de la ciudad, que no se dirige ya hacia la zona del ensanche en Maliaño ampliando el espacio portuario, sino que se extiendo por los aledaños del Sardinero (...) reflejando la confianza en un futuro económico basado en la actividad turística.

El Palacio de la Magdalena ha sido el mágico talismán que transforma aquellos rincones, urbanizándolos.

Paradigma de este nuevo crecimiento es la Avenida de la Reina Victoria, rodeada de árboles, pequeños jardines y mansiones, situada a gran altura sobre la playa de los Peligros, que une el centro de Santander, bordeando la costa, con la península de la Magdalena y el Sardinero. Así, la crisis portuaria de la ciudad, que vivía del comercio naval, se suplió gracias al auge del turismo. Actualmente es un símbolo reconocible de la ciudad.

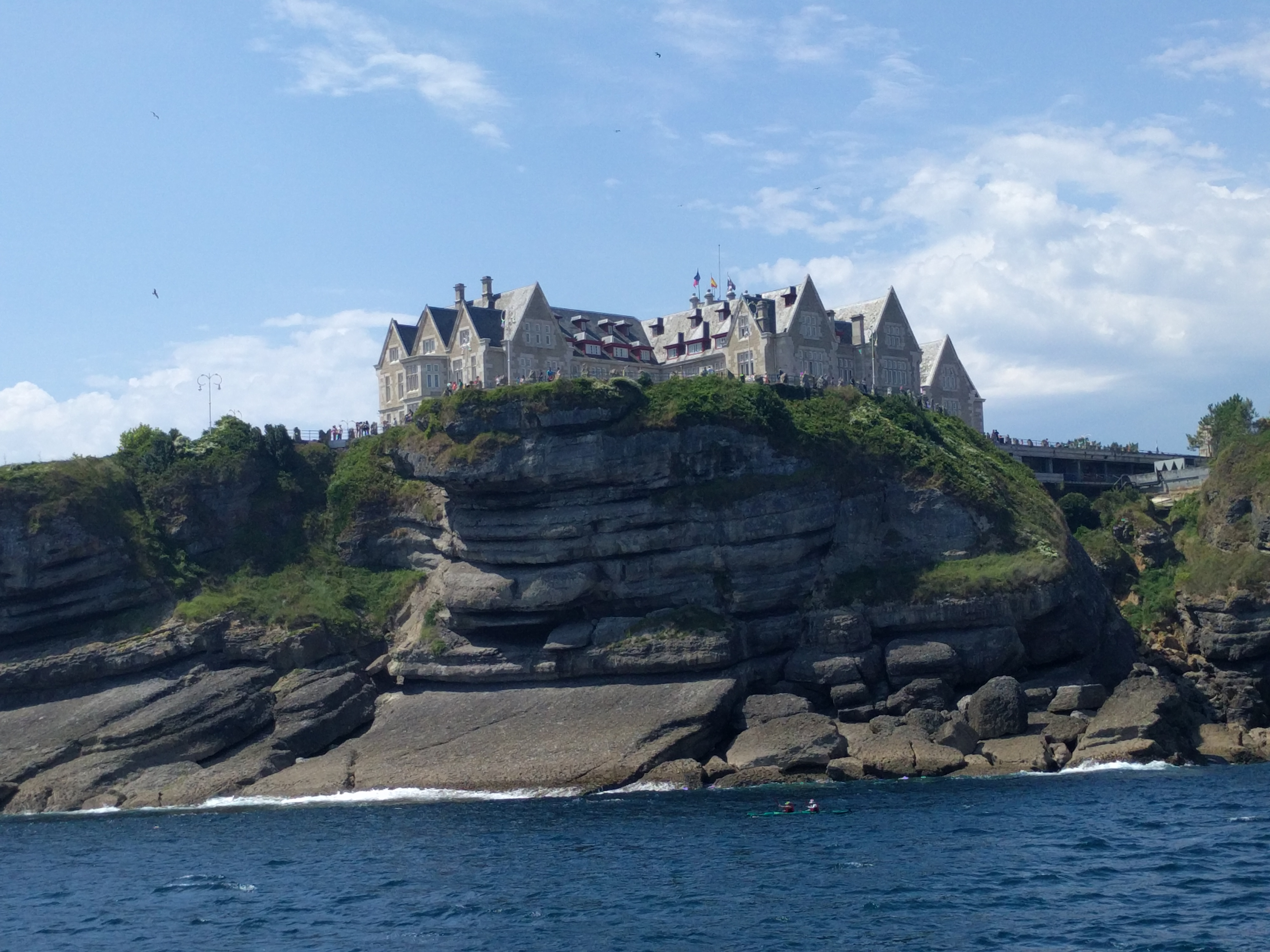
Vista del palacio desde el catamarán que recorre la bahía

### En los medios
El palacio aparece mencionado en un poema de José Hierro, enamorado de Santander, cuando dice:

La Magdalena. Soles. Sueños.

Mil novecientos treinta y nueve,

¡comenzar a vivir de nuevo!

Y luego ya toda la vida.

Y los años que no veremos.

Miguel de Unamuno empieza hablando del lugar: «Contemplando desde aquí, desde esta atalaya del peñón costero de la Magdalena, Santander». Treinta y dos de sus poemas fueron recopilados por sus amigos en un libro titulado Cuadernos de la Magdalena, compuestos mientras estaba en la Universidad Internacional de Verano. También es visitado y mencionado por otros autores ilustres, como por ejemplo Manuel Toussaint en Excursiones desde Madrid o el cántabro Gerardo Diego, que lo pone como fondo para algunas de sus escenas.
De 2011 a 2013, fue utilizado por la cadena de televisión española Antena 3 para el rodaje de su producción televisiva Gran Hotel.
En el 2016 fue escenario de la boda de los actores Javier Veiga y Marta Hazas

## Las caballerizas

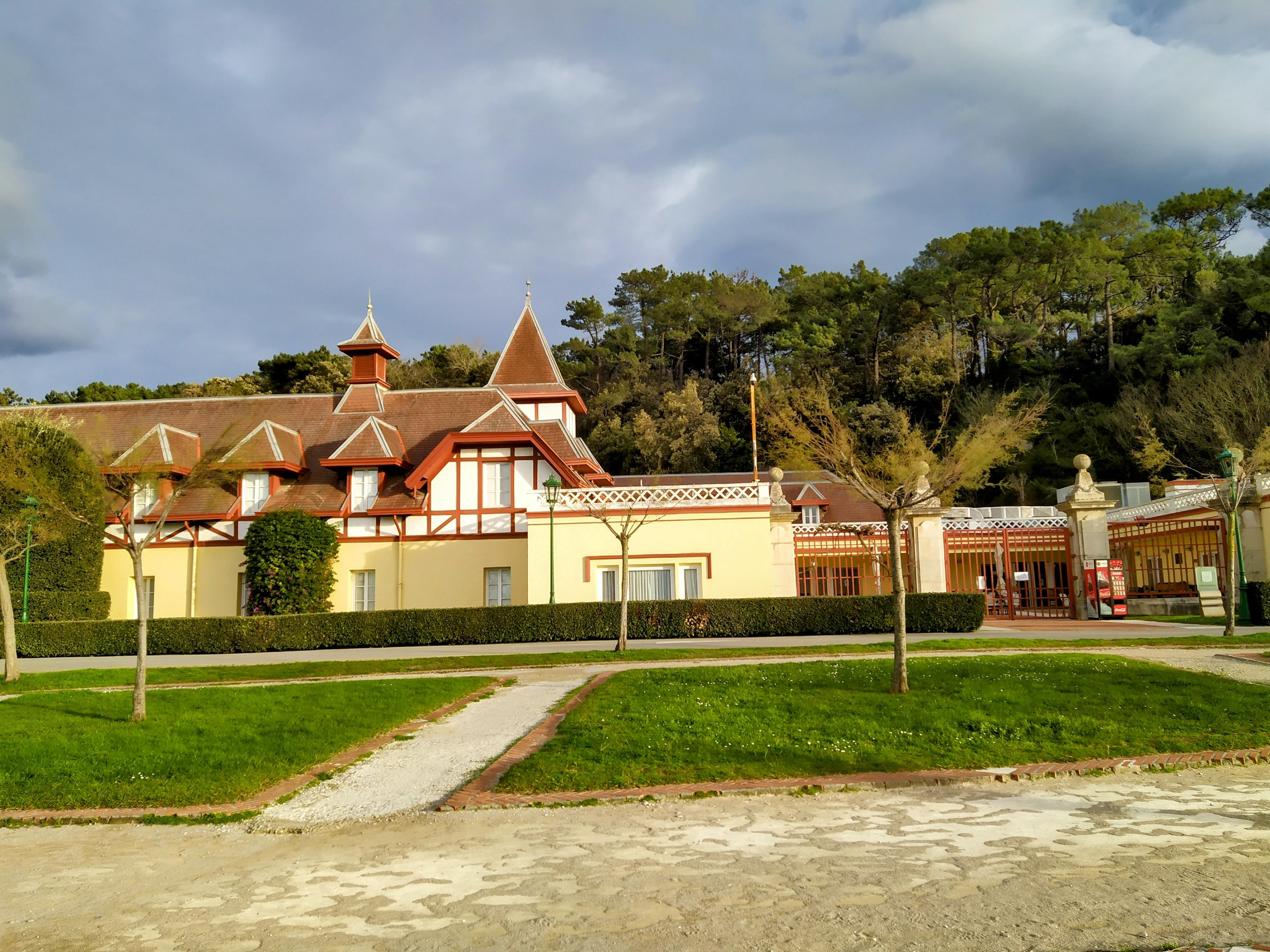
Complejo de las caballerizas, actualmente residencia de estudiantes de la Universidad Internacional Menéndez Pelayo (UIMP).

El complejo de las Caballerizas Reles fue construido por Javier González de Riancho en 1914 en torno a una plazoleta, en un terreno llano junto a la playa. Sus cuerpos, a modo de pueblecito rural idealizado con torretas y tejados apuntados no exentos de ciertas trazas georgianas, tienen dos alturas. Cuando se instaló allí la universidad, fueron convertidas en una residencia de estudiantes.
Antes de su cesión a la universidad en 1949, habían sido utilizadas por el bando franquista como campo de concentración de prisioneros (desde finales de agosto de 1937 hasta noviembre de 1939), el cual, a pesar de no tener malas condiciones higiénicas relativamente, llegó a contener más de 1600 reclusos, cuando había sido planteado inicialmente para 600. Los internados eran llevados en masa hasta la playa de La Magdalena para bañarse, incluso en invierno.
En 1977, con la compra de la península por el ayuntamiento de Santander, se le permite a la universidad utilizar tanto el palacio como las caballerizas, quedando el resto de la península como parque público municipal.
Hoy la primera planta está dedicada a salas de conferencias modernamente equipadas, con salas de traducción, proyectores, etc. También disponen de comedor.